# Vimeo
Vimeo ([ˈvɪmioʊ]) — сервіс, що надає послуги в збереженні та трансляції відеоматеріалів в мережі Інтернет за допомогою протоколу HTTPS.
Назва, обрана розробниками, є комбінацією двох слів: video та me, з натяком на те, що сайт є майданчиком для відео-роликів, зроблених відвідувачами.